# آنتونی پرکینز
آنتونی پرکینز (به انگلیسی: Anthony Perkins) (زادهٔ ۴ آوریل ۱۹۳۲ – درگذشتهٔ ۱۲ سپتامبر ۱۹۹۲) بازیگر آمریکایی بود. او برای اجرای بهترین نقش مکمل مرد در دومین فیلم خود، ترغیب دوستانه، کاندیدای جایزه اسکار شد. پرکینز با ایفای نقش نورمن بیتس در فیلم روانی آلفرد هیچکاک به شهرت رسید.

## دوران اول زندگی
پرکینز در نیویورک سیتی زاده شد، وی فرزند آوسگود پرکینز، بازیگر تئاتر و سینما و جانات سلستین و از بازماندگان جان پاولند، یکی از مسافران کشتی می فلاور بود.
پرکینز در دبیرستان‌های، بروکس اسکول و براون نیکولس اسکول درس خواند سپس در دانشگاه کلمبیا و رولینس کالج تحصیلات خود را ادامه داد. او در سال ۱۹۴۲ به بوستن نقل مکان کرد.

## زندگی هنری
پرکینز با بازی در فیلم هنرپیشه زن در سال ۱۹۵۳فعالیت هنری خود را شروع کرد و نامزد جایزه اسکار بهترین بازیگر مکمل مرد وبرنده جایزه گلدن گلاب برای بازیگر تازه‌کار سال شد.
در سال ۱۹۵۷ پرکینز دشواری‌های جیمی پییرسال، بازیگر پیشین تیم بیس بال بوستن رد ساکس را در قالب یک داستان حقیقی در فیلم تقلای ترس به تصویر کشید. متعاقب آن در همان سال سه آلبوم موسیقی پاپ و در سال ۱۹۵۸ آلبوم‌های دیگری با تم حماسی، جاز و راک با نام (تونی پرکینز). منتشر کرد. این آلبوم‌ها با استقبال گرمی روبرو شدند، مجله رادیویی بیلبورد هات ۱۰۰، تراک شنای ماه شب را درجدول ارزیابی خود در رده ۲۴ و درردیف پرفروش‌ترین تراک‌ها معرفی کرد.
در سال ۱۹۵۸ پرکینز همراه با شرلی بوث و شرلی مک لین در فیلم دلال ازدواج ظاهر شد.
پرکینز عضو انجمن استادیو بازیگران و همچنین بازیگر تئاتر نیز بود. در سال ۱۹۵۸ به خاطر اجرا در نمایشنانه (فرشته بسوی خانه نگاه کن) در تئاتر برادوی، نامزد دریافت جایزه تونی برای بهترین بازیگر تئاتر شد.
در خلال همین دوران او با سوفیا لورن در فیلم هوس زیر درخت نارون بازی کرد و در سال ۱۹۶۰ در فیلم کمدی رومانتیک قصه موهوم در مقابل جین فوندا قرار گرفت.
در سال۱۹۶۰ پرکینز برای ایفای نقش، نورمن بیتس، در فیلم روانی ساخته آلفرد هیچکاک انتخاب شد. او با اجرای نقش صاحب و متصدی مُتل بیتس که از جنون آدمکشی رنج می‌برد، موفق به دریافت جایزه بهترین بازیگر مرد از طرف کمیته جهانی منتقدین فیلم شد. فیلم روانی با موفقیتی انتقادی و تجاری همراه بود و پرکینز را به شهرت جهانی رساند.

در سال ۱۹۶۱ هنرنمایی او در فیلم دوباره خداحافظ در مقابل اینگرید برگمن مورد تحسین و نقد سینمایی قرار گرفت. در همین سال با بازی در فیلم پامچال شامگاهی، در مقابل کارمین کار، جایزه دیگری را در جشنواره فیلم کن از آن خود ساخت. 

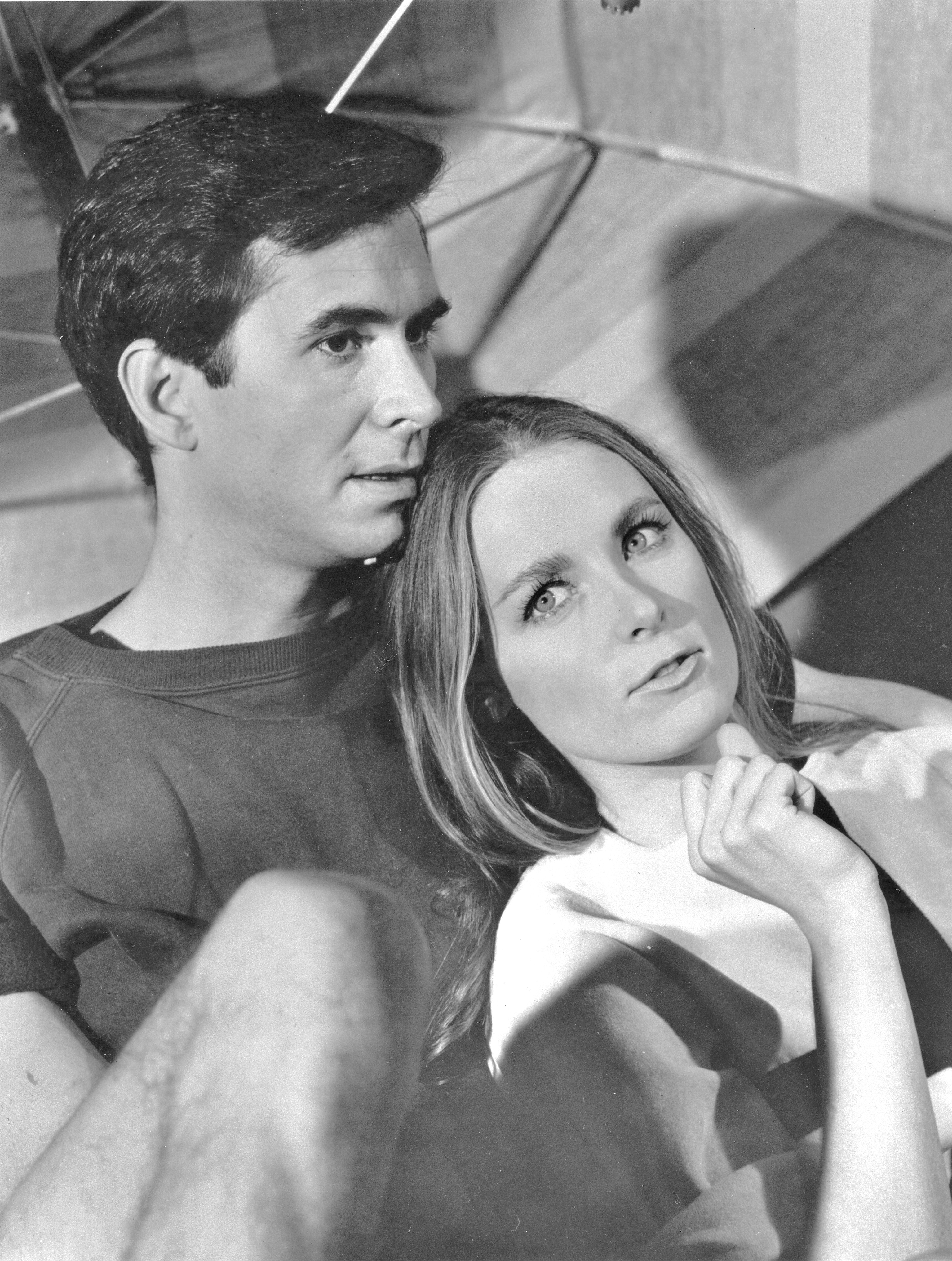
همراه با کارمین کار، در فیلم پامچال شامگاهی

این کامیابی، موفقیت‌های دیگری را در اروپا برای وی بدنبال داشت که بازی پرکینز در نقش جوزف کی در فیلم محاکمه (۱۹۶۲) ساخته اورسن ولز با برداشتی از رمان فرانتس کافکا از آن جمله‌اند.
پس از بازگشت از آمریکا درسال ۱۹۶۸ وی در فیلم شرنگ متبوع در مقابل، تیوزدی ولد، در نقش قاتلی جوان و پریشان شرکت کرد. او همچنین در سال ۱۹۷۰ در نقش چامپلین تاپمن درفیلم بر سر دوراهی ایفای نقش کرد.
پرکینز در سال ۱۹۷۳ باهمکاری، استیفن ساندهایم (شاعر و نویسنده) نمایشنامه فیلم آخرین روزهای شیلا را نوشت و در سال ۱۹۷۴ از طرف نویسندگان فیلم‌های رازآلود جایزه ادگار برای بهترین نمایش‌نامه را دریافت کرد.
پرکینز اجرای نقش نورمن بیتس را در سه بخش ادامه داد. فیلم روانی۲در سال ۱۹۸۳بیست و سه سال پس از اولین فیلم روانی فروش موفقیت‌آمیزی داشت. سپس او فیلم روانی۳، را در سال ۱۹۸۶ کارگردانی و اجرا کرد و نامزد جایزه ساترن برای بهترین بازیگر شد.
پرکینز به افتخار خدمات نافذ و بی‌دریغی که به صنعت فیلم‌سازی کرد ستاره‌ای در پیاده‌روی شهرت هالیوود دارد. این ستاره در بلوار ۶۸۰۱ هالیوود واقع در هالیوود کالیفورنیا قرار دارد.
درسال ۱۹۹۱ پرکینز در، جشنواره فیلم جهانی سان ساباستین با دریافت جایزه داوناستا لایف تایم اچیومنت، مورد تقدیر قرار گرفت.

با وجود این که وی در اثنای سال‌های ۱۹۹۰ تا ۱۹۹۲ با بیماری ایدز دست به گریبان بود در هشت محصول تلویزیونی شرکت کرد که از آن جمله‌آن فیلم‌های دختر تاریکی در سال ۱۹۹۰ و هدف برهنه در سال ۱۹۹۲ بود. پرکینز آخرین اجرای خود را در فیلم در جنگل در مقابلهمراه، رزان در سالکت، د ۱۹نمایش گذاشته آورد.

پس از آنکه آنتونی هاپکنز و کلینت ایستوود از تأمین صدا برای نقش دکتر ولف دندان پزشک در، یمپسون، خودداری کردند، پرکینز این وظیفه را پذیرفت اما مرگ پرکینز عمل صداگذاری را متوقف کرد. سرانجام از صدای، هانک آزاریا که به‌طور معمول خود دیالوگ سیمپسون را تأمین می‌کرد، استفاده شد.

## زندگی خصوصی
آنتونی پرکینز در ۹ اوت ۱۹۷۳ با یک زن عکاس به نام برینتیا برنسون ازدواج کرد. آن‌ها صاحب دو فرزند پسر شدند: اوز پرکینز بازیگر سینما (تولد ۲ فوریه ۱۹۷۴) و الویس پرکینز ترانه‌سرا (تولد ۹ فوریه ۱۹۷۶).
پرکینز با زن‌ها میانه خوشی نداشت. زمانی گفته بود که زن‌ها او را بسیار آشفته می‌سازند. وی با جین فوندا و بریژیت باردو به شدت مخالف بود زیرا در دوران جوانیش سعی به اغوای او کرده بودند.
پرکینز، به ویژه در معاشرت با زنان هنرپیشه بسیار خجالتی بود.
بر اساس یک زندگی‌نامه تاییدنشده توسط چارولز بایکاف، پرکینز تا اواخر دهه سوم زندگیش فقط با مردان رابطه داشت. این افراد عبارت بودند از: کریستوفر ماکوز، تاب هانتر هنرپیشه، رودالف نوریو رقصنده، استفن ساندهایم آهنگساز و تصنیف سرا، و گراور دیل رقصنده و رقص آرا و شوهر پیشین خانم برنسون همسر پرکینز.

## دو سال پنهان‌کاری
به مدت دو سال پرکینز و همسرش، بری برنسون، از افشای ابتلای پرکینز به بیماری ایدز خودداری کردند. بنا به اظهارات خانم برنسون، طی مصاحبه‌ای با نیویورک تایمز در سال ۱۹۹۲: «آقای پرکینز واقعاً نمی‌خواست هرگز کسی از این، راز باخبر شود زیرا اومی پنداشت که کارش را از دست می‌دهد یا دیگر کسی کاری به او محول نمی‌کند».

اما خود پرکینز در توجیه بیماری خود پیش از مرگ چنین اظهار می‌کند: «خیلی‌ها گمان می‌برند که ایدز انتقام خداوند است. اما به نظر من این بیماری فرستاده شده است که به انسان‌ها عشق، تفاهم و همدردی آموزش دهد» اما بر خلاف این نظر غالب انسان‌ها دربارهٔ افراد مبتلا به ایدز دیدگاه بدی دارند.

## مرگ
پرکینز در۱۲ سپتامبر ۱۹۹۲ در خانه خود در هالیوود هیلز به علت بیماری ایدز درگذشت. جسدش سوزانده شد و خاکسترش به خانواده مسترد گردید.
همسر بیوه پرکینز نیز در جریان حملات ۱۱ سپتامبر در سانحه هوایی پرواز شماره ۱۱ آمریکن ایرلاینز کشته شد.

## فیلم‌شناسی
برخی از فیلم‌های آنتونی پرکینز عبارتند از:
| در سال | در فیلم                    | در نقش          |
| ------ | -------------------------- | --------------- |
| ۱۹۵۳   | هنرپیشهٔ زن                 | فرد ویف مارش    |
| ۱۹۵۶   | ترغیب دوستانه              | جاش بردول       |
| ۱۹۵۷   | تقلای ترس                  | جیم پیرسال      |
| ۱۹۵۷   | مرد تنها                   | رایلی وید       |
| ۱۹۵۷   | ستاره حلبی                 | کلانتر بن اوونز |
| ۱۹۵۸   | این عصر خشن                | جوزف دافرنس     |
| ۱۹۵۸   | هوس زیر درختان نارون       | ابن کابت        |
| ۱۹۵۸   | دلال ازدواج                | کورنلیس کابوت   |
| ۱۹۵۹   | عمارت‌های سبز               | ابل             |
| ۱۹۶۰   | افسانه                     | ری بلنت         |
| ۱۹۶۰   | روانی                      | نورمن بیتس      |
| ۱۹۶۱   | دوباره خداحافظ             | فلیپ وان در بش  |
| ۱۹۶۲   | فدرا                       | الکسیز          |
| ۱۹۶۲   | پنج مایل به نیمه‌شب         | ربرت مک لین     |
| ۱۹۶۲   | محاکمه                     | جوزف ک          |
| ۱۹۶۶   | آیا پاریس می‌سوزد؟          | گروهبان وارن    |
| ۱۹۶۶   | پامچال شامگاهی             | چارلس اسنل      |
| ۱۹۶۸   | شرنگ متبوع                 | دنیس پیت        |
| ۱۹۷۱   | کسی پشت در                 | مگی پتروکلی     |
| ۱۹۷۱   | ده روز سرگردانی            | چارلز وان هورن  |
| ۱۹۷۲   | زندگی و دوران قاضی روی بین | رورند رو سل     |
| ۱۹۷۴   | قتل در قطار سریع‌السیر شرق  | مک‌کوئین         |
| ۱۹۷۵   | ماهاگونی                   | شان             |
| ۱۹۷۸   | مرا بخاطر بسپار            | نیول کوری       |
| ۱۹۷۹   | سیاه‌چاله                   | دکتر آلنس دورنت |
| ۱۹۸۰   | معاشرت مرگبار              | لورنس مایلس     |
| ۱۹۸۰   | دزدان دریای دریای شمال     | کرامر           |
| ۱۹۸۳   | روانی ۲                    | نورمن بیتس      |
| ۱۹۸۴   | گناه هوس                   | کشیش پیتر شین   |
| ۱۹۸۶   | روانی ۳                    | نورمن بیتس      |
| ۱۹۸۸   | ویرانگر                    | ربرت ادواردز    |
| ۱۹۹۰   | دختر تاریکی                | آنتون           |
| ۱۹۹۰   | روانی ۴: آغاز              | نورمن بیتس      |
| ۱۹۹۲   | هدف برهنه                  | ایل مکانو       |